# 平良文
平 良文（たいら の よしふみ）は、平安時代中期の武将。日本の第50代桓武天皇四世。平高望の五男。官位は従五位上、陸奥守、鎮守府将軍。兄の良将は平将門の父。

## 略歴
仁和2年（886年）3月18日に京で生まれたとされ（『千葉大系図』）、優しい風貌の勇将であったと伝わる。
昌泰元年（898年）に父の平高望が東国に下向した際には、正室の子である平国香、平良兼、平良持は従ったが、側室の子である良文は従わなかった。延長元年（923年）、36歳の良文は醍醐天皇から「相模国の賊を討伐せよ」との勅令を受けて東国に下向し、盗賊を滅ぼしたと伝わる。
『大法師浄蔵伝』所引『外記日記』天慶3年（（940年））2月25日条には、平将門の敗死の第一報を都に伝えており、良文が藤原秀郷や平貞盛側に加わっていたことがわかる。
その後武蔵国熊谷郷村岡（現・埼玉県熊谷市村岡）、相模国鎌倉郡村岡（現・神奈川県藤沢市村岡東地区）に移り村岡城（高谷砦）を築城し、そこを本拠に村岡五郎を称したとされるが、謎の多い人物である。加えて下総国結城郡村岡（現・茨城県下妻市）にも所領を有し、さらに現在の千葉県香取郡東庄町にある大友城を居館として築城し、同香取市にも居館（平良文館）を建てたと伝わる。
天慶2年（939年）4月17日、陸奥守であった良文は鎮守府将軍に任じられて乱を鎮圧し、鎮守府である胆沢城にとどまった。実際に同日、出羽国で俘囚と秋田城司の軍勢が衝突しており朝廷は陸奥守にも兵を出すように命じている。天慶3年（940年）5月、良文は関東に帰国した。

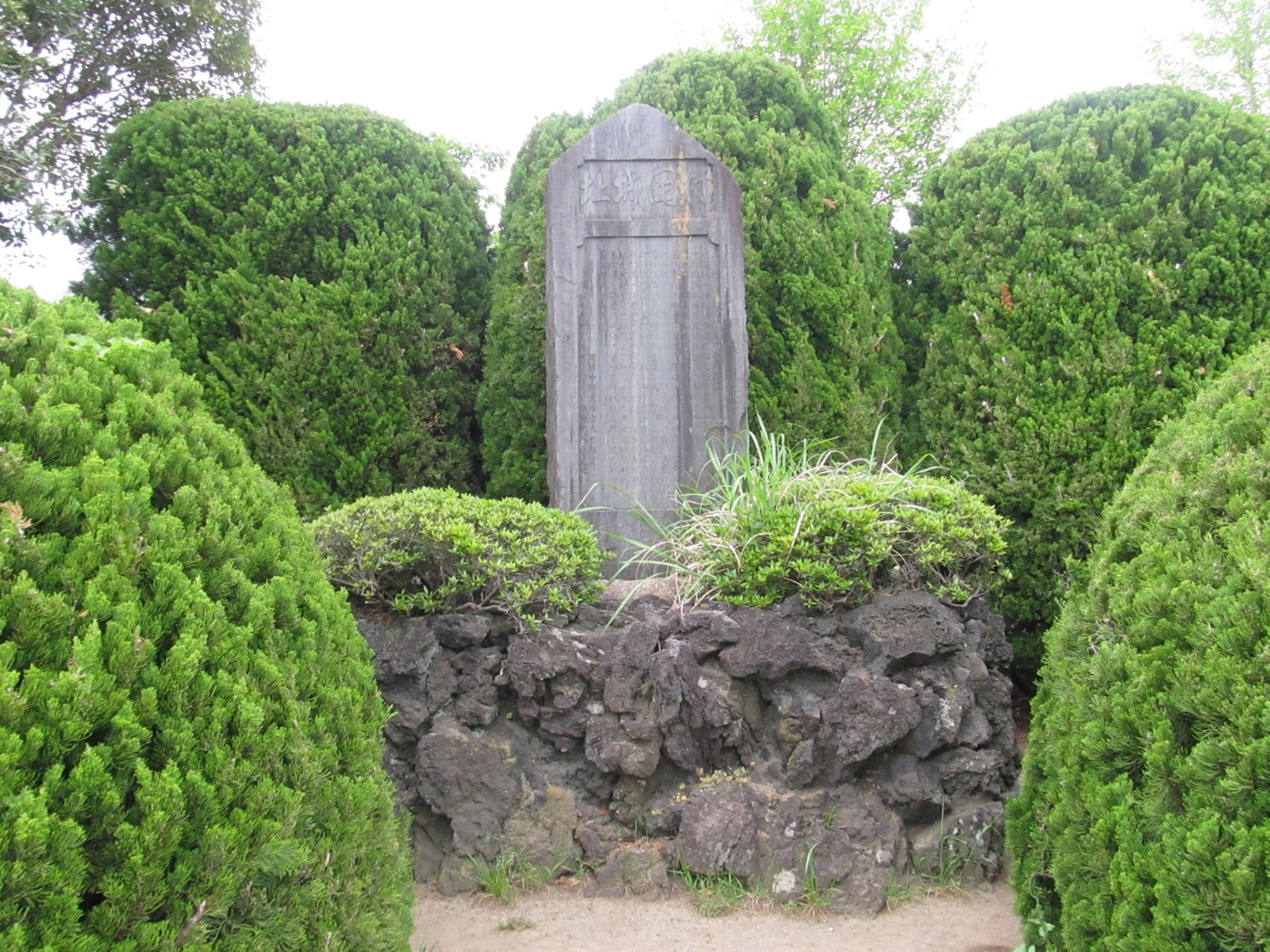
神奈川県藤沢市の村岡城跡

晩年は下総国海上郡、さらに阿玉郡へ移り天暦6年（952年）12月18日に67歳で没したと云われる。千葉県香取市の阿玉には、伝・平良文館とされる城跡があり、城郭の遺構として空堀、土塁、物見台などが確認された。また、神奈川県藤沢市村岡東には、村岡城跡と伝わる場所があり、良文の後裔の一族のひとつである薩摩東郷氏出身の海軍元帥・東郷平八郎が額を書いた（撰書は海軍中将・東郷吉太郎）城址碑が建つ。
村岡城の北方に位置する浄土宗寺院・二伝寺（藤沢市渡内三丁目13番1号）の裏山（二伝寺砦と呼ばれる戦国時代の山城があったとされる）には、山頂の平坦面に五輪塔や宝篋印塔があり、平良文・平忠光・平忠通3代の墓所とされている。

### 源宛との一騎討ち
『今昔物語集』には源宛（箕田宛）との一騎討ちの説話が収められている。これによると源宛との一騎討ちは以下のようなものであった。今は昔、東国に源宛・平良文という二人の武士がおり、二人の領地は荒川を隔てて近いところにあってたびたび家来たちが小競り合いをしていた。そのうちに家来同士ではなく二人で一騎討ちをしようという話になり、お互い家来を引き連れて荒川の河原に乗り込み、家来には手出しをしないように命じて前へ進み出た。はじめに源宛は平良文の放った矢を軽くかわし、次々と射られる矢を刀で打ち落した。平良文も負けじと源宛が放った矢を軽くかわして次々射られる矢を刀で打ち落し、二人の素晴らしい技に敵味方関係なく喝采が送られた。二人は一歩も譲らず、戦いが終わると互いに駆け寄って健闘をたたえ合い今後は助け合って地方の開発に尽くすと誓い合ったという。

### 平将門と良文
『将門記』には良文に関する記述は無く承平天慶の乱の際の詳しい動向は不明であるが、武蔵国あるいは相模国の村岡に居て将門側にあったのではないかと推察されている。千葉神社の染谷川の碑文によると、伯父の平国香（平貞盛の父）らが染谷川で将門を襲撃した際、叔父の良文が将門を援護し両者は逆襲したとされる。記録では将門討伐には加わっておらず手柄を立てたわけでもないのに将門の旧領である下総国相馬郡を与えられている。

### 妙見菩薩と良文

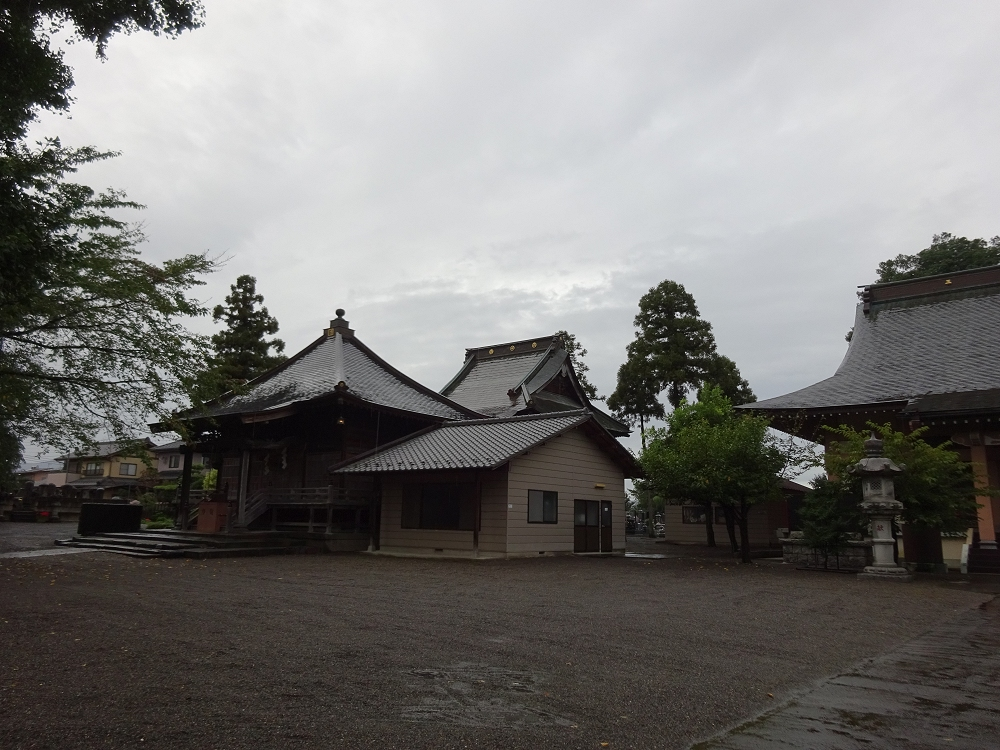
染谷川沿いの妙見寺・妙見社

平将門が伯父の平国香と争うと、良文は将門に味方して染谷川で戦いを繰り広げた。この戦いで将門・良文の軍勢は苦戦し七騎のみとなり、良文は自害する場を求めてさまよっていた。そこに突然不思議な声が聞こえ、その声に誘われるままに後をついていくと寺院が現れた。その寺院の寺僧によるとここは妙見寺という北斗七星の化身・妙見菩薩を祀る寺院であり、良文が妙見菩薩に選ばれた者であるといい、七星剣を渡された。また寺僧の言葉の通り、その証拠として良文の体には月と星の印が浮き出ていた。この出来事以降、妙見菩薩の加護を受けた良文・将門軍は勝利を重ねて坂東八カ国を討ち据えたが、良文はこの乱中に、北を目指して陸奥守、鎮守府将軍として陸奥国胆沢に赴任していった。一方、将門は凶悪の心をかまえ神慮に憚らず帝威にも恐れなかったため、妙見菩薩は将門を離れ良文の元に渡ったとされる。
また、後代千葉氏の一族によって編纂された『源平闘諍録』には、良文が甥である将門の養子となっていたので、将門の窮地を救った妙見菩薩が良文から忠頼を経て千葉氏に伝わり、結城浜の戦いでは千葉成胤を助け源頼朝を守ったとする記述がある。

### 夕顔と良文
晩年、良文は夕顔の花を愛し、死に際して子の忠頼に「自分に会いたくなったら、畑に植えた夕顔の実を開けよ」と遺言した。忠頼が畑の夕顔を割ったところ、中から観音像が出てきた。のちに、千葉のまちを開いた千葉常重の夢枕に「この夕顔観音を祀れ」とのお告げがあったため、大治年間中、現在の千葉県香取市小見川付近に白華山樹林寺が開かれた。近くにある良文の墓は「夕顔観音塚」と呼ばれる。
徳川家康の関東移封に伴い、高遠から下総多古に封ぜられた保科正光は、この夕顔観音を深く信仰し、高遠城に戻る際、複製を造らせて持ち帰った。このため、高遠城の近くにも同じ樹林寺という名の寺がある。このほか、東京都葛飾区の安福寺にも夕顔観音がある。

## 子孫
良文には5人の子がおり（『二中歴』）、長男の平忠輔は早世したが、春姫（平将門の娘）を正室とした三男・平忠頼からは千葉氏、上総氏、秩父氏、河越氏、江戸氏、渋谷氏などが、五男・平忠光からは三浦氏、梶原氏、長江氏、鎌倉氏などが出て、さらにこれらの氏族から多くの氏族が分かれて「良文流平氏」を形成した。後に、源頼朝による源平合戦（治承・寿永の乱）に従軍して鎌倉幕府の創立に協力し、鎌倉幕府で有力な御家人になった者の多くがこの良文流平氏に属する。

## 関連作品
- NHK大河ドラマ『風と雲と虹と』

平良文を演じた俳優：渡辺文雄
原作：海音寺潮五郎『平将門』『海と風と虹と』